# Скляна гора
Скляна гора — в казках: обитель злого персонажа, де той тримає викрадену наречену. 
Іноді гора набуває функції палацу. 
Скло часто служить алюзією на кришталь, лід або алмаз. 
У релігійних легендах язичницької Литви, скляна гора носила назву «Анафіелас». 